# 远东铁路局
远东铁路局（俄語：Дальневосточная железная дорога，羅馬化：Dalnevostochnaya zheleznaya doroga，简称）是俄罗斯铁路股份公司属下的铁路管理局之一，总部设于伯力（哈巴罗夫斯克），主要负责管辖俄罗斯联邦远东联邦管区哈巴罗夫斯克边疆区、滨海边疆区、阿穆尔州、犹太自治州、萨哈共和国及萨哈林州的铁路，主要干线包括西伯利亚铁路远东段、贝阿铁路东段及阿穆尔－雅库茨克铁路南段，营业里程全长5,990.6公里。365个铁路站。

## 简介
远东铁路局在西伯利亚铁路线的阿尔哈拉站及斯图姆站与后贝加尔铁路局分界，在贝阿铁路的哈尼站与东西伯利亚铁路局分界，在格罗捷科沃与中国哈尔滨铁路局滨绥铁路绥芬河站各设国际铁路口岸。在滨海边疆区哈桑区克拉斯基诺镇马哈林诺站（与中国铁路沈阳铁路局珲春铁路口岸换装站设国际铁路口岸。在哈桑站与朝鲜铁路清津铁路局相接。
铁路局下设四个铁路分局：
- 哈巴罗夫斯克铁路分局
- 符拉迪沃斯托克铁路分局
- 阿穆尔河畔共青城铁路分局
- 腾达铁路分局

局内主要装卸车站为：哈巴罗夫斯克1号站、伊兹韦斯特科瓦亚站（Izvestkovaya）、比罗比詹1号站、沃洛恰耶夫卡（Volochayevka）2号站、阿穆尔河畔共青城站、苏维埃港站、锡比尔采沃站（Sibirtsevo）、乌苏里斯克站、巴拉诺夫斯基站、乌格洛瓦亚站（Uglovaya）、符拉迪沃斯托克站、纳霍德卡站、纳霍德卡东站（Nakhodka Vostochnaya）以及瓦尼诺站。

## 统计数据
- 运营里程：5,990.6公里
- 雇员：50,331
- 净牵引吨重：51,736百万吨
- 长途旅客：5百万人次
- 近郊通勤旅客：19,990百万人次

## 历史
俄国远东铁路始建于1891年。1895年开通了符拉迪沃斯托克至伊曼（今达利涅列琴斯克）的铁路营运。1897年开通营运至哈巴罗夫斯克。1900年铁路雇员5000人。1916年10月5日哈巴罗夫斯克大桥建成通车标志着路局管内的西伯利亚大铁路全线直通。
经历了苏俄内战与协约国在西伯利亚武装干涉苏俄内战对铁路设施的彻底破坏，1924年-1925年这个冬季开始了铁路修复，首先就是复建哈巴罗夫斯克大桥。1929年由于发展兴凯湖地区农业需要，建成了Nadezhdinskaya-塔夫里昌卡（Tavrichanka）支线铁路。1931年建成了锡比尔采沃（Sibirtsevo）至图里罗格支线铁路。 1935年至1936年，重建了乌格洛瓦亚（Uglovaya）, 至游击队城铁路线，以应对日益增加的Suchansky煤田外运。1940年建成了沃洛恰耶夫卡至阿穆尔河畔共青城铁路，锡比尔采沃至Varfolomeyevka机场线。1940年建成的哈巴罗夫斯克2号站，是一座使用机械化驼峰的特大型编组站。1941年建成了比罗比詹-列宁斯科耶区铁路、游击队城至纳霍德卡铁路、 斯莫尔亚尼诺沃（Smolyaninovo）至Dunai, 游击队城至谢尔盖耶夫卡（Sergeyevka）, 巴拉诺夫斯基（Baranovsky）-格沃兹杰沃（Gvozdevo）等铁路线。 
苏德战争期间，远东铁路局向前线支援了大批的铁路员工、车皮、配件。为击败日本关东军与攻占南萨哈林岛做出了贡献。
1947年, 阿穆尔河畔共青城至苏维埃港铁路建成。为到萨哈林岛（库页岛）、堪察加半岛、马加丹的运输线节约了1000km。 
1963年，轨距为1,067mm的萨哈林岛窄轨铁路划归远东铁路局。1973年，开通了瓦尼诺－霍尔姆斯克铁路轮渡。1975年，阿穆尔河畔共青城的阿穆尔河铁路桥建成，结束了依靠铁路轮渡与冰上铁路的历史。
1992年至2010年，萨哈林铁路曾经独立出远东铁路局自成一体。